# تشارلي (فلم)
تشارلي (بالإنجليزية: Charly) هو فيلم دراما تم إنتاجه في الولايات المتحدة وصدر في سنة 1968.

## بطولة
- كليف روبرتسون

### ترشيحات وجوائز
| السنة | الحدث | الفئة            | النتيجة  |
| ----- | ----- | ---------------- | -------- |
|       |       | أوسكار أحسن ممثل | فـــــوز |

## الميزانية والإيرادات
بلغت تكلفة إنتاج الفيلم حوالي 2,225,000 دولار بينما حقق أرباحا تقدر بـ 8,500,000 دولار.

## وصلات خارجية
- مقالات تستعمل روابط فنية بلا صلة مع ويكي بيانات